# Associazione Sportiva Siracusa 1959-1960
Questa voce raccoglie le informazioni riguardanti l'Associazione Sportiva Siracusa nelle competizioni ufficiali della stagione 1959-1960.

## Rosa
| N. |                   | Ruolo | Calciatore         |
| -- | ----------------- | ----- | ------------------ |
|    | Italia (bandiera) | C     | Eros Baccalini     |
|    | Italia (bandiera) | C     | Giuseppe Bianco    |
|    | Italia (bandiera) |       | Salvatore Bottaro  |
|    | Italia (bandiera) |       | Sebastiano Bottaro |
|    | Italia (bandiera) |       | Caldarella         |
|    | Italia (bandiera) | D     | Angelo Cislaghi    |
|    | Italia (bandiera) | P     | Giampaolo D'Aiuto  |
|    | Italia (bandiera) | C     | Paolo D'Odorico    |
|    | Italia (bandiera) | A     | Giovanni Geremia   |

| N. |                   | Ruolo | Calciatore           |
| -- | ----------------- | ----- | -------------------- |
|    | Italia (bandiera) | A     | Luigi Gigante        |
|    | Italia (bandiera) | C     | Mario Panigada       |
|    | Italia (bandiera) | A     | Alfredo Pastore      |
|    | Italia (bandiera) | P     | Vincenzo Ravera      |
|    | Italia (bandiera) | C     | Luigi Robbiati       |
|    | Italia (bandiera) | A     | Salvatore Rubino     |
|    | Italia (bandiera) | C     | Ambrogio Sala        |
|    | Italia (bandiera) | C     | Franco Spaghi        |
|    | Italia (bandiera) | D     | Bartolomeo Tarantino |